# Episodi di Crowded
La prima ed unica stagione della serie televisiva Crowded è stata trasmessa in prima visione negli Stati Uniti d'America sul network NBC nel 2016. In Italia la serie ha debuttato nel 2018. Il cast principale della serie è composto da Patrick Warburton, Carrie Preston, Mia Serafino, Miranda Cosgrove, Stacy Keach e Carlease Burke.
| n° | Titolo originale    | Prima TV USA   | Prima TV Italia  |
| -- | ------------------- | -------------- | ---------------- |
| 1  | Pilot               | 15 marzo 2016  | 16 dicembre 2018 |
| 2  | Present Tense       | 15 marzo 2016  | 16 dicembre 2018 |
| 3  | Brother             | 20 marzo 2016  | 16 dicembre 2018 |
| 4  | Rearview Mirror     | 27 marzo 2016  | 16 dicembre 2018 |
| 5  | Amongst the Waves   | 3 aprile 2016  | 16 dicembre 2018 |
| 6  | Nothing As It Seems | 10 aprile 2016 | 16 dicembre 2018 |
| 7  | The Fixer           | 17 aprile 2016 | 16 dicembre 2018 |
| 8  | Given to Fly        | 17 aprile 2016 | 16 dicembre 2018 |
| 9  | Unemployable        | 24 aprile 2016 | 16 dicembre 2018 |
| 10 | Better Man          | 1 maggio 2016  | 16 dicembre 2018 |
| 11 | Daughter            | 8 maggio 2016  | 16 dicembre 2018 |
| 12 | In Hiding           | 15 maggio 2016 | 16 dicembre 2018 |
| 13 | Come Back           | 22 maggio 2016 | 16 dicembre 2018 |